# Edvin Sjölin
Edvin Sjölin, född 1798, död 1879, svensk målare inom folkkonst. Han var verksam i bland andra Jämtland och Härjedalen. Han är känd för att ha målat en lång rad möbler och även dekorerat snickarglädje.

## Källa
- Svensson Sigfrid, red (1972). Nordisk folkkonst. Lund: Gleerup. Libris 8204809